# El Baúl (Guatemala)

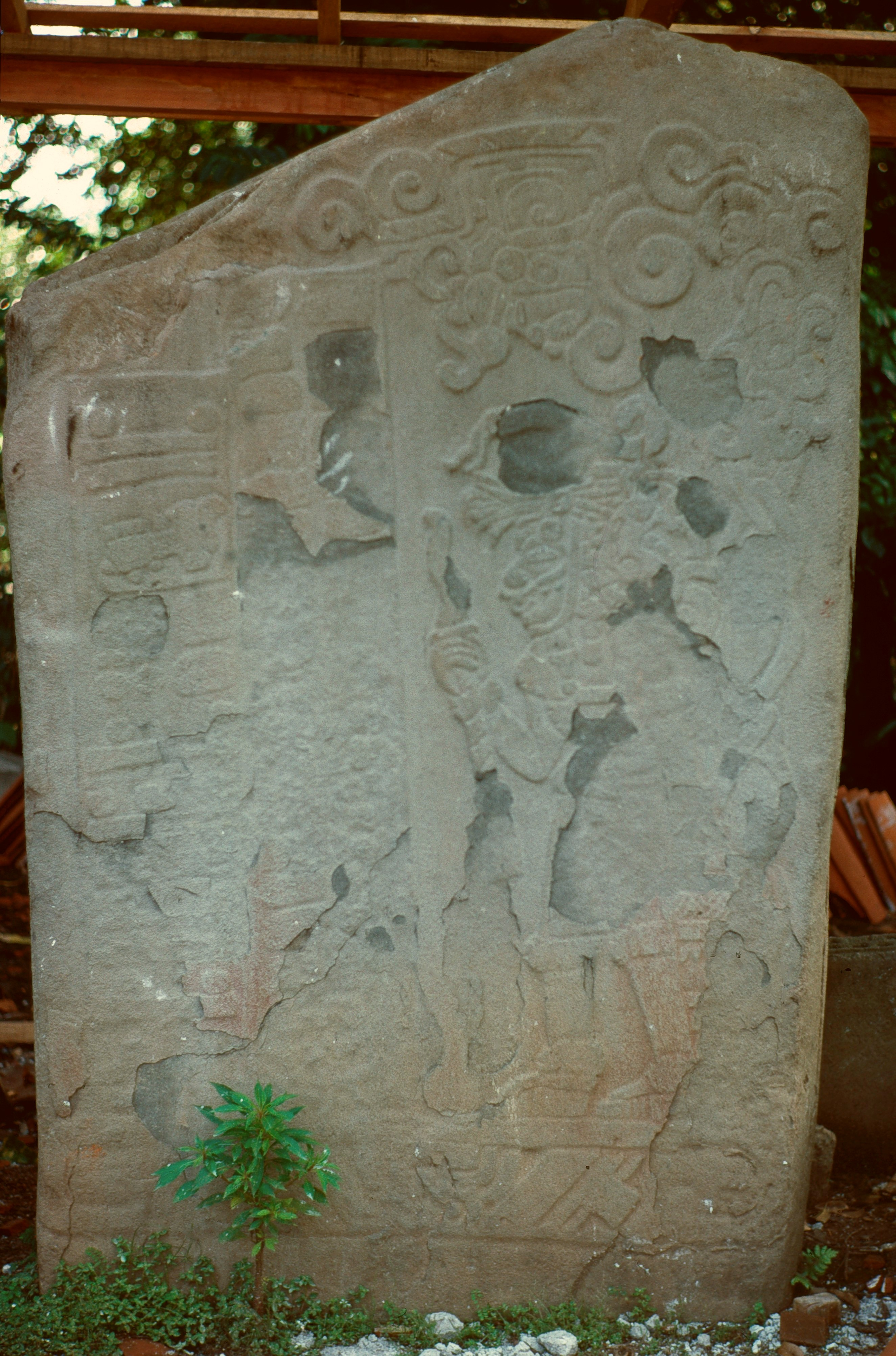
Stele 1: Priesterkönig (rechts) und Datum in Langer Zählung (links)

El Baúl ist eine archäologische Fundstelle im Südwesten Guatemalas. Zusammen mit anderen Fundstellen in der Umgebung (Bilbao, El Castillo und mehreren kleineren Stätten) wird sie der Cotzumalhuapa-Kultur zugerechnet.

## Lage
Die Finca El Baúl, nach der die archäologische Stätte benannt ist, befindet sich ungefähr 4 km nördlich der Ortschaft Santa Lucía Cotzumalguapa im Departamento Escuintla in einer Höhe von ca. 550 m. Das von weiträumigen Zuckerrohrfeldern bedeckte Gelände der Finca ist etwa 50 km (Luftlinie) von der Pazifikküste entfernt.

## Geschichte
Wie Bilbao, so wird auch die archäologische Stätte von El Baúl in die Zeit der Spätklassik (ca. 600 bis 1000 n. Chr.) eingeordnet. Die Zentren beider Stätten waren durch gepflasterte Straßen miteinander verbunden. Eine hölzerne Brücke mit in Teilen immer noch existierenden steinernen Fundamenten überquerte den Fluss Santiago; sie war Teil der Verbindung zwischen El Baúl und El Castillo.
Einige Stelen der archäologischen Stätte von Bilbao wurden Mitte des 19. Jahrhunderts entdeckt und beschrieben. Durch Zeichnungen des österreichischen Reisenden Dr. Habel aus dem Jahr 1862 gelangten einige Monumente dem damaligen Direktor des Berliner Völkerkundemuseums Adolf Bastian (1826–1905) zur Kenntnis, der sie auf einer Reise im Jahre 1876 für das Museum erwarb. Im Jahr 1881 wurden sie nach Stettin verschifft, von wo aus sie nach Berlin weitertransportiert wurden, wo sie heute im Ethnologischen Museum zu sehen sind.

## Monumente

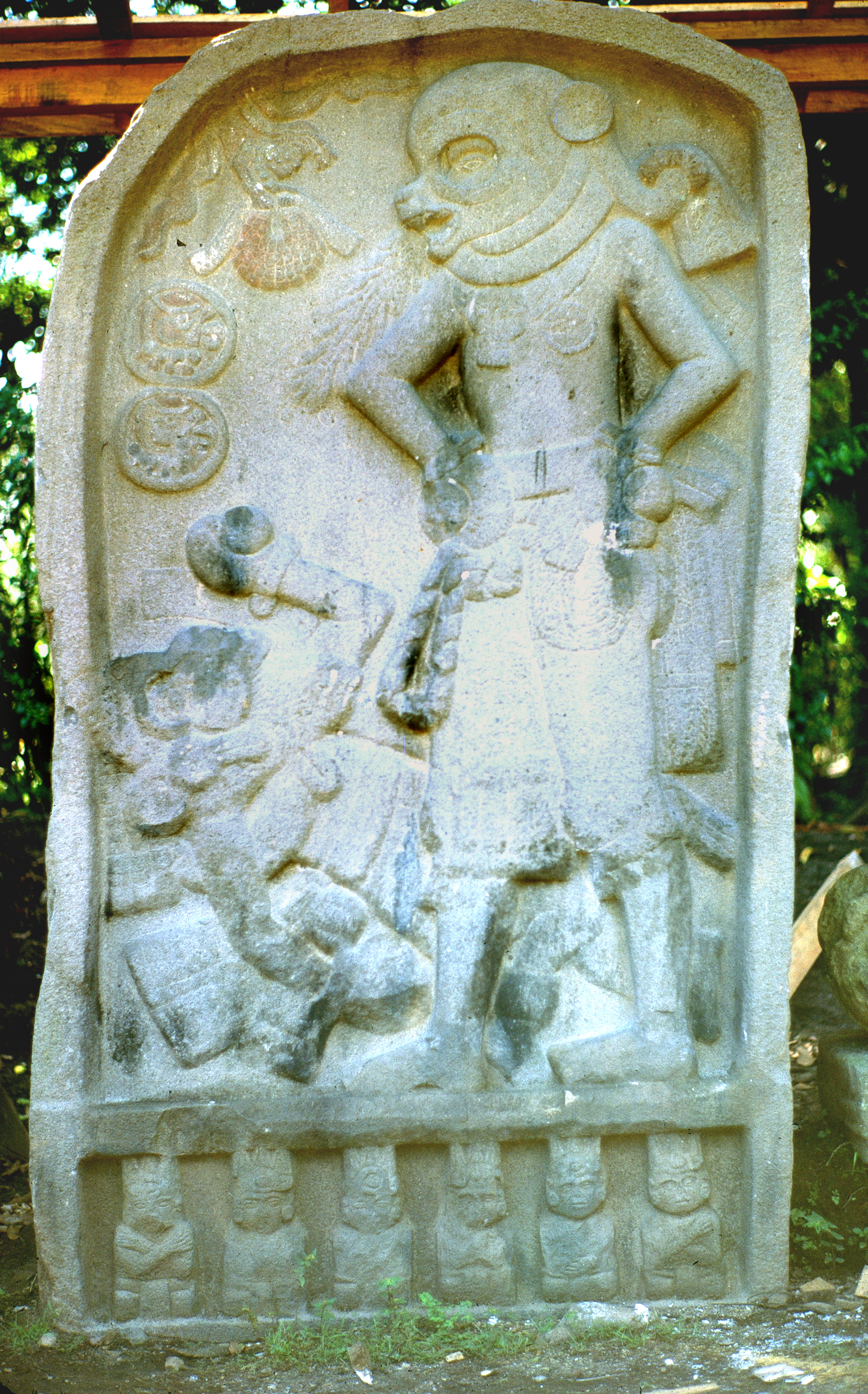
Stele 5: Zwei Ballspieler

In den 1990er Jahren wurden die bis dahin in einem großen Metallkäfig der Finca notdürftig aufbewahrten Artefakte in einem kleinen, von Mauern umgebenen Freilichtmuseum untergebracht. Die am Ort verbliebenen Stelen und kleineren Steinskulpturen gehören wahrscheinlich dem Zeitraum 600 bis 1000 n. Chr. an; sie sind – bis auf eine – allesamt undatiert. In der Bandbreite der Themen, der formalen Gestaltung der Darstellungen sowie durch die fehlenden Datierungen und Inschriften unterscheiden sie sich von den Maya-Stelen derselben Zeit.
- Die sogenannte Stele 1 trägt ein teilweise abgeplatztes Datum in der Langen Zählung der Maya. Einige Archäologen datieren dies – trotz der Beschädigungen – auf den 2. oder 6. März 37 n. Chr. und halten es somit für eines der ältesten bekannten Daten in dieser Zählweise. Die Stele zeigt einen Priesterkönig mit reich verziertem Kopfschmuck und einem flammenartig geschwungenen Zeremonialmesser in der rechten Hand. Über seinem Kopf entfaltet sich ein reiches Wolkendekor, in welchem auch glyphenartige Gebilde zu erkennen sind.
- Die Stele Nr. 5 ist – eine Seltenheit unter den mesoamerikanischen Stelen – gerahmt und zeigt wahrscheinlich zwei Ballspieler – einer stehend mit freiem Oberkörper, das Gesicht von einer Kojotemaske bedeckt, die Hände in die Hüften gestützt und seinen Gegner anspuckend(?); der andere auf dem Rücken liegend. In den von Fäustlings-Handschuhen gepolsterten Händen halten beide Figuren Bälle. Die Hüfte der stehenden Figur ist von einem U-förmigen Jochstein (yugo) umgeben, der auf der linken Seite des Ballspielers mit Bändern verschnürt ist. Die Glyphen im linken Teil der Stele sind rund gestaltet und erinnern somit ebenfalls an Bälle; darüber reicht eine kleine Götterfigur aus einer Wolkenschlange eine Art Siegestrophäe herab, mit denen der Hals und die Brust der stehenden Figur bereits geschmückt zu sein scheint. Unterhalb der Hauptszene befindet sich eine Reihe von 6 kleineren Figuren im Schneidersitz und vor der Brust gekreuzten Armen.
- Ausdrucksstark und handwerklich wie künstlerisch perfekt gearbeitet ist die Skulptur eines sitzenden Jaguar oder Puma, dessen krallenbesetzte Pranken erhoben sind. Das Maul und die Augen des Raubtiers sind weit aufgerissen.
- Andere Stelen präsentieren Herrscherfiguren oder Herrscherköpfe sowie seltsame Mischwesen und Totenköpfe. Eine Stele zeigt einen stark abstrahierten geometrischen Kopf mit seitlichen „Kokarden“; sowohl die Kopfform als auch die Kokarden könnten auf den mexikanischen Regengott Tlaloc verweisen.
- Einige Monumente, darunter ein von den Indios immer noch verehrter ausdrucksstarker Monumentalkopf eines alten Mannes (oder Gottes) mit faltigem Gesicht und Hakennase, befinden sich noch immer inmitten der Zuckerrohrfelder.

## Bilder

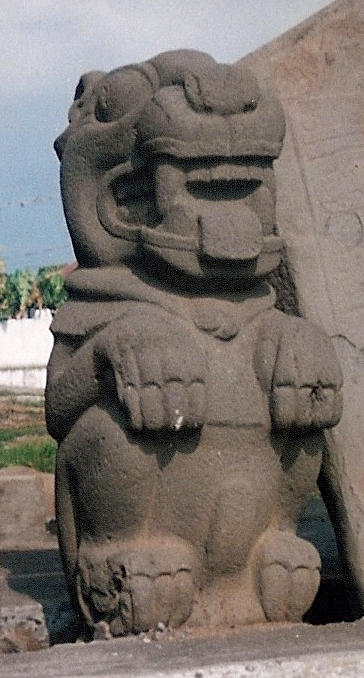
Sitzender Jaguar oder Puma
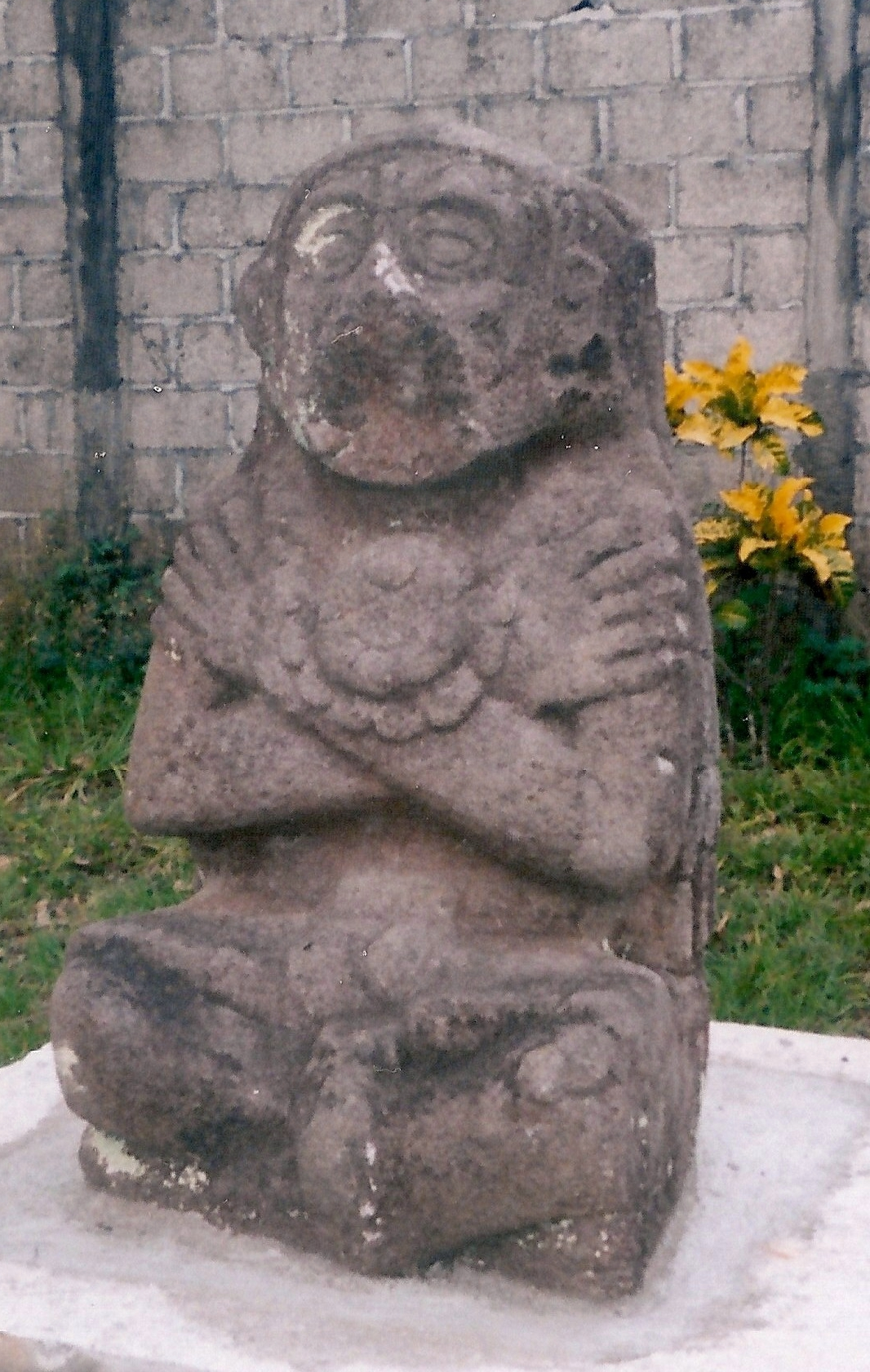
Herrscher im Schneidersitz mit vor der Brust gekreuzten Armen
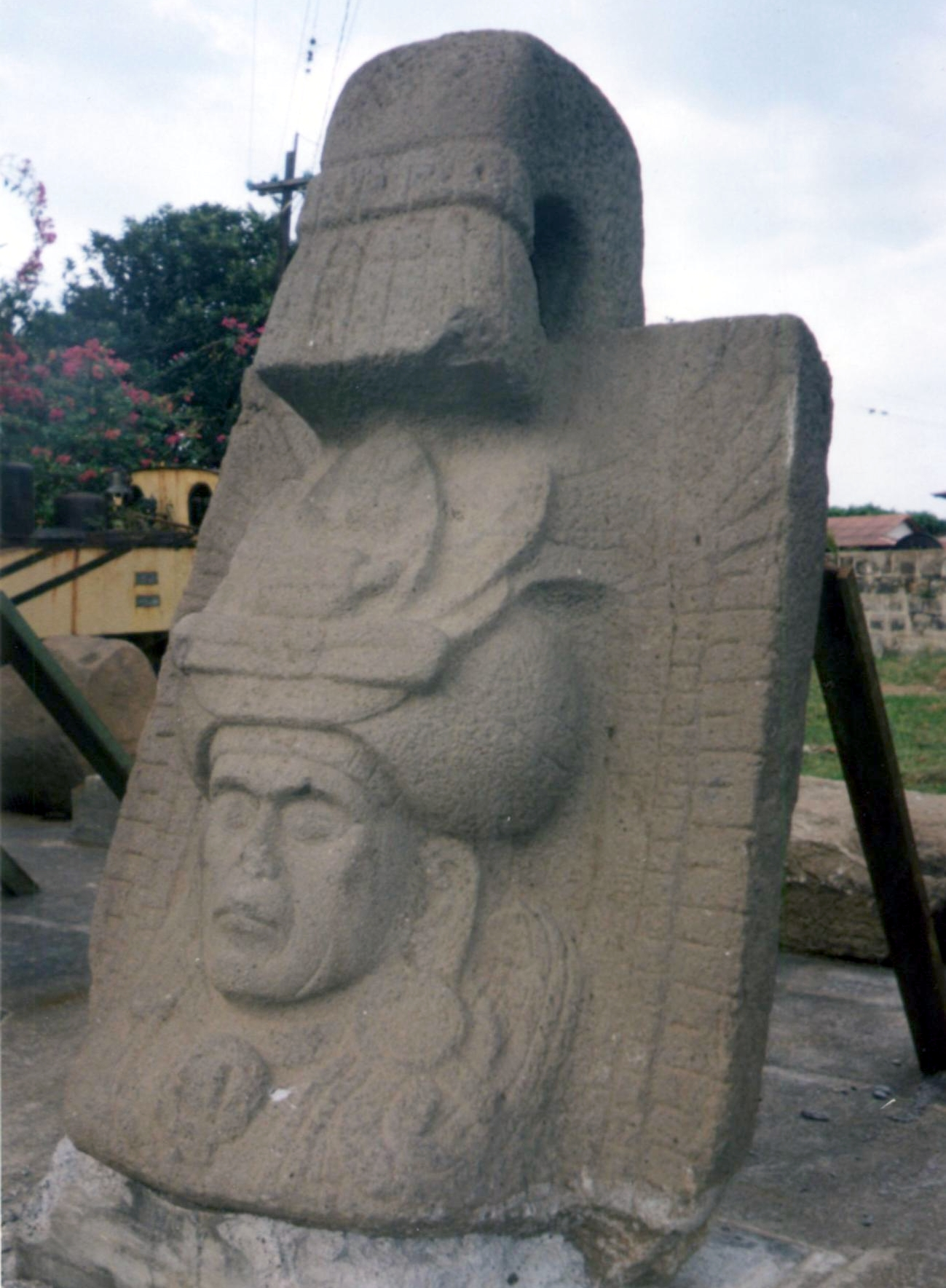
Herrscher mit reichem Kopfschmuck
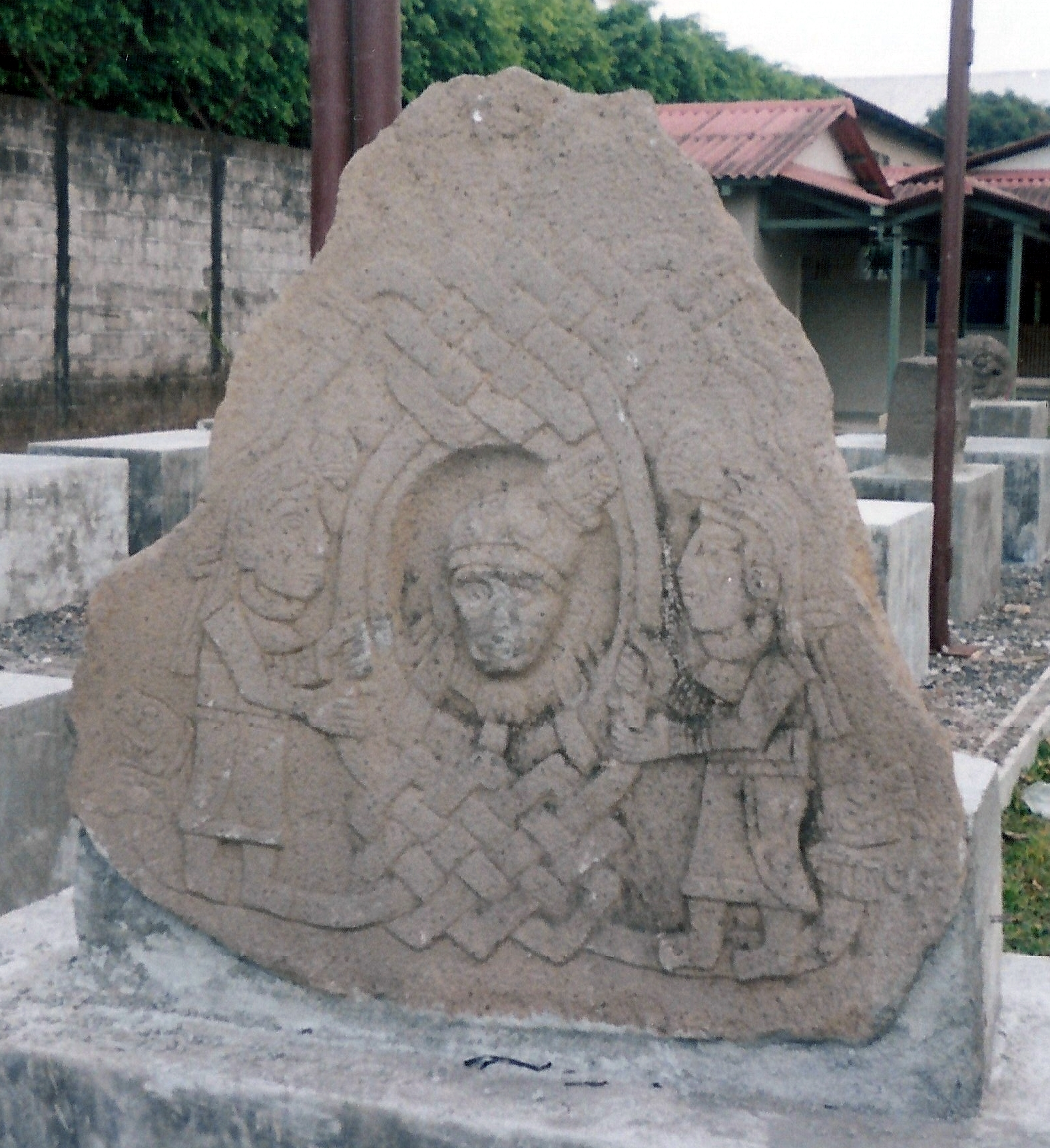
Herrschermaske, zwei weibliche(?) Begleitfiguren und Flechtbandschmuck
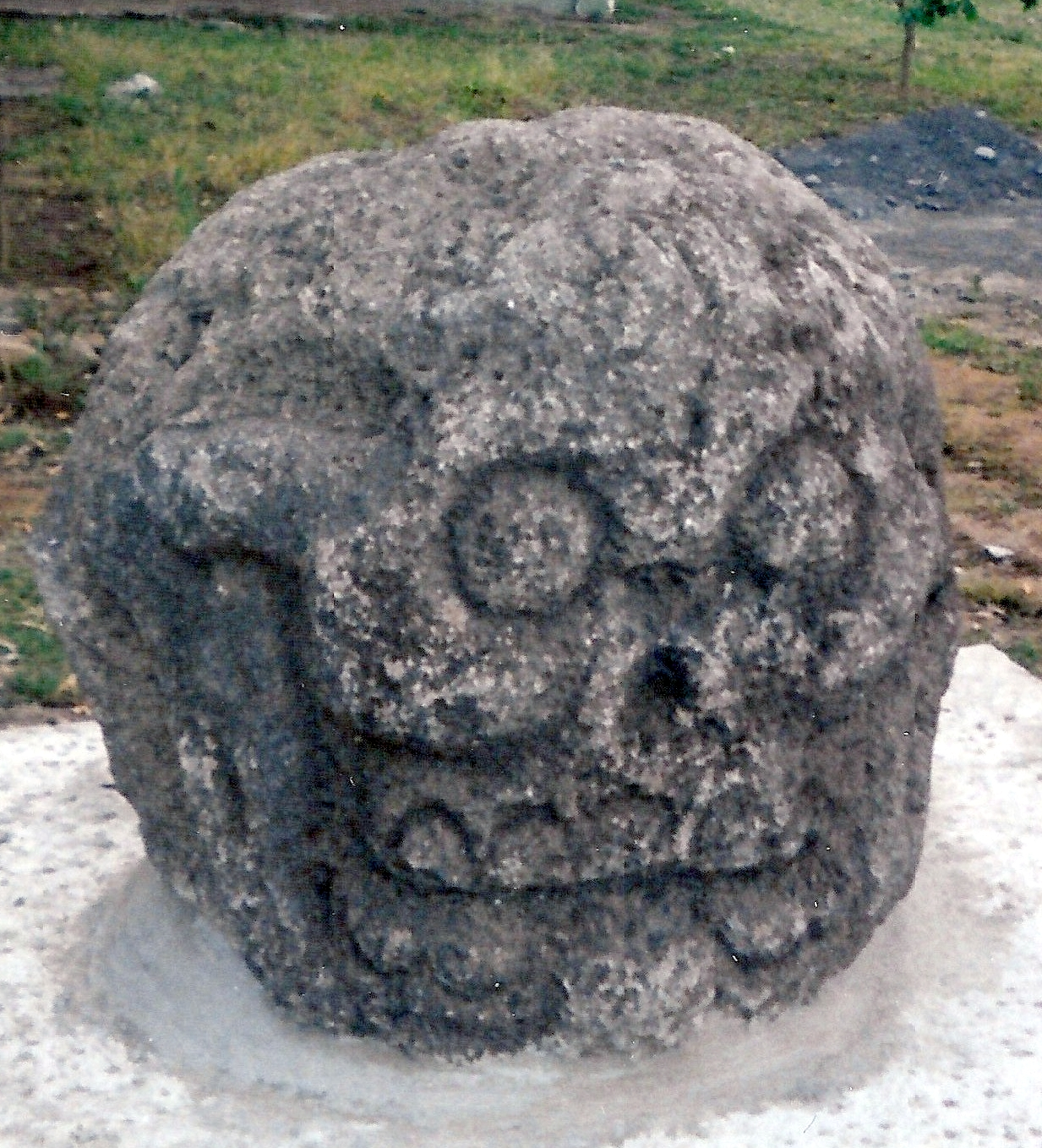
Totenkopfstein
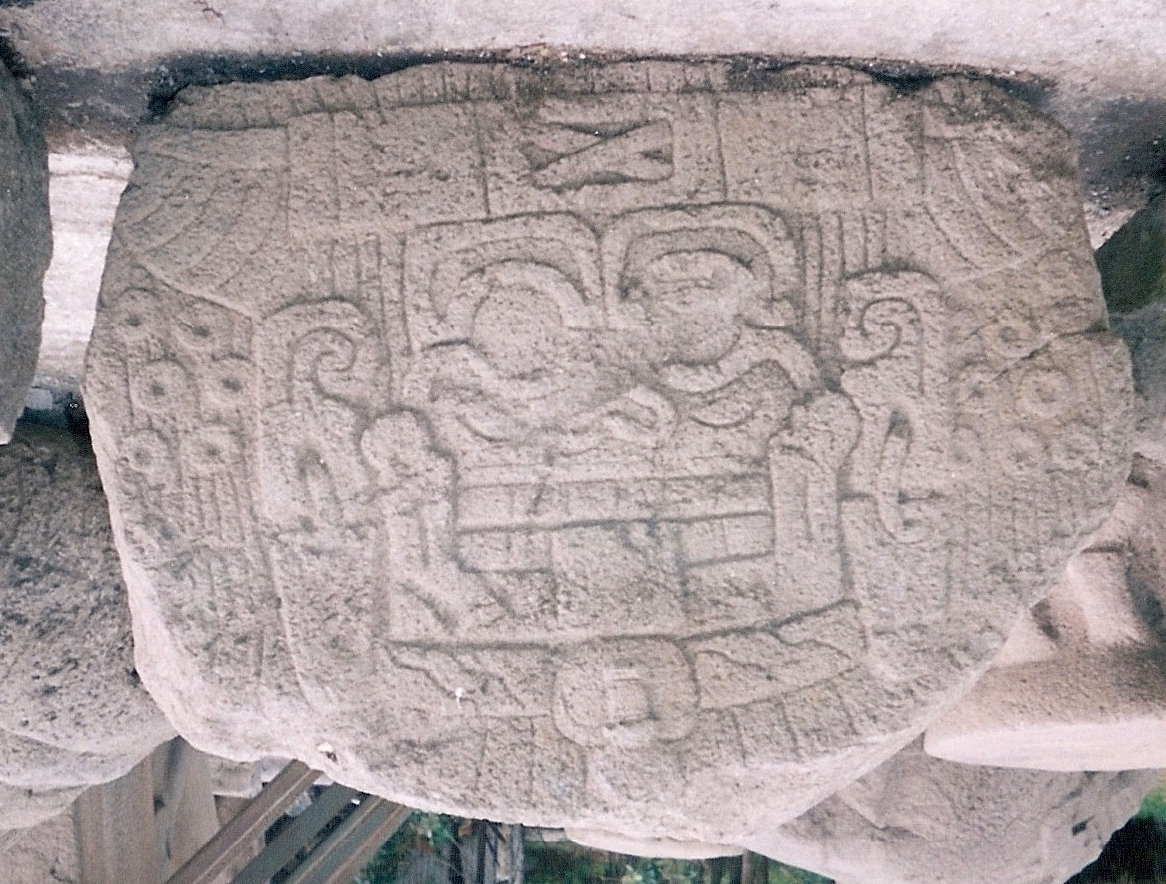
Geometrische Maske mit großen Augen, offenem Mund mit zwei Zahnreihen und heraushängender Zunge (Tlaloc(?))